# Cimon del Froppa
Il Cimon del Froppa (2.932 m s.l.m.) è la montagna più alta del Gruppo delle Marmarole nelle Dolomiti Cadorine. La vetta fu conquistata il 19 agosto 1872 dal barone W. E. Utterson Kelso con la sua guida alpina Santo Siorpaes di Cortina d'Ampezzo. La prima ascensione femminile, avvenuta il 13 agosto 1888, si deve a Irene Pigatti. Si può salire sulla montagna partendo dal Rifugio Baion (1.800 m).

## Curiosità e leggende
- I Croderes e la Regina Tanna